# Thierry Chambry
Pour les articles homonymes, voir Chambry.
Thierry Chambry est un athlète français né le 8 septembre 1968. Spécialiste du trail et de l'ultra-trail, il a notamment remporté le Grand Raid en 2007. Originaire de Normandie, il est installé à La Réunion depuis 1999.

## Résultats
| no  | masculin      | Course     | Longueur | Départ          | Temps            |
| --- | ------------- | ---------- | -------- | --------------- | ---------------- |
| 1er | Médaille d'or | Grand Raid | 150 km   | 19 octobre 2007 | 23 h 33 min 41 s |